# 김혜정 (가수)
김혜정(1967년 10월 16일 ~ )은 대한민국의 가수이다.

## 경력
- 2008년 소비자참여연대 홍보대사
- 2007년 오수의견문화제 홍보대사

## 데뷔
- 2005년 1집 앨범 "착각하지마"

## 음반
- 2020년 그러니까 전주가자 / 사랑은 늦 사랑이죠
- 2007년 사랑할거야
- 2005년 착각하지마